# Faar-thành phố mất tích
Faar-thành phố mất tích là quyển sách thứ hai của bộ truyện Pendragon viết bởi D. J. MacHale.  
Tưởng tượng về một thế giới toàn bộ bao phủ bởi mặt nước.  Mọi người đều sống trên những thành phố khổng lồ trôi dạt trên mặt nước gọi là khu cư trú, ở đây mọi sinh hoạt của cuộc sống đều được thật hiện.

## Giới thiệu
Câu truyện được bắt đầu ở một lãnh địa bao phủ toàn nước gọi là Cloral. Một thế giới thành bình, một thiên đường của sự sống đang cận kề thảm hoạ hủy diệt bởi tên lữ khách độc ác Saint Dane. Pendragon một lữ khách đau đớn khi biến sự thật về mình, mọi người thân đều đột nhiên biến mất. Nơi cư trú chủ yếu được nhắc đến là Grallion. Cậu và chú Press Tilton phải tìm cách ngăn chặn tên Saint và trên đường tìm kiếm thành phố mất tích trong truyền thuyết.

## Cốt truyện
Sau khi chiến thắng cuộc chiến ở Denduron, Pendragon có rất nhiều câu hỏi như tại sao lại có những lữu khách bay lòng vòng đi cứu mọi lãnh địa? Nhất là tại sao lại chọn mình? nhưng cậu Press chỉ bảo với thời gian mọi chuyện sẽ sáng tỏ. Sau đó Pendragon đến Cloral vì biết tên Saint đã đến đây, khi mới đến Cloral Pendragon đã bị tấn công bởi loài quig ở đây là cá mập. Cậu được Vo Spader dẫn về khu cư trú Grallion. Sau mấy tuần ở đây cậu đã khám phá nhiều thứ từ cách bơi dưới nước bằng những dụng cụ đặc biệt của người ở lãnh địa này đến cách người ta làm đồ ăn... Lúc này Spader vẫn chưa biết mình là lữ khách nên Pendragon phải có nhiệm vụ nói cho cậu biết nhưng Pendragon sợ không biết cậu ta sẽ cảm thấy thế nào khi phải mất những người thân của mình. Một ngày nọ, Spader nghe tin bố cậu sắp đến thăm cậu từ khu cư trú khác tên là Magorran thì anh rất mừng, rồi vào ngày khu cư trú của bố anh đến thì bỗng dưng khu cư trú dường như không có ai điều khiển và tông vô khu cư trú Grallion, Pendragon, chú Press và Spader lập tức chạy qua xem chuyện gì xảy ra rồi bất ngờ thấy nhiều người bị chết hình như bị dính độc bao gồm cả bố Spader, cậu tìm thấy một miếng giấy nhỏ trên tay bố cậu là nữa bản đồ của Faar. Spader rất đau khổ, lúc này, Pendragon nói cho cậu ta biết cậu là lữ khách. Mọi chuyện đều quá bất ngờ với Spader, ngay sau lúc đó có một chiếc thuyền của bọ hải tặc với thuyền trưởng là tên Zy Roder thật ra là do tên Saint biến hoá thành, bắt phải chuyển hết lương thực đến cho tàu bọn cướp nếu không sẽ bắn phá khu cư trú Grallion và còn deo dắt tin tức lương thức đã bị đầu độc nhưng hiện giờ lương thực trên Grallion tạm thời là an toàn. Mọi người ở đây đều rất băn khoăn sau những gì xảy ra ở khi cư trú Magorran. Các lương thực bị đầu độc vì tên Po Nassi khuyến khích làm thuốc tăng trưởng nhanh cho lương thực để đám ứng nhu cầu tăng dân nhanh của Cloral nhưng sau một thời gian họ phát hiện ra tác dụng phụ làm lương thực bị nhiễm độc, thuốc tăng trưởng hay thuốc độc lúc này đã được sử dụng khắp Cloral rồi. Spader đến gặp Pendragon và Press cho biết kết hoạch của cậu ta để làm máy cái đại bác của bọn hải tặc phải mất tác dụng. Thế là Pendragon đã thành công và người dân trên khu cư trú không cần phải nộp cho bọn hải tặc nữa nhưng bị bọn hải tắc đuổi bắt cùng với Spader, Pendragon đành quyết định qua Zadaa tạm trú, sau đó họ trở lại thì mọi truyện đã yên ổn. Họ đi tìm hội nông học và Spader vô tình phát hiện mẹ cậu biến mất để lại nửa bản đồ còn lại về Faar, bỗng nhiên tên Po Nassi xuất hiện và cướp bản đồ. Sau đó họ cướp lại được và họ đi tìm Faar, cuối cùng họ cũng tìm được. Thành phố Faar, sau đó họ đã tìm ra cách cứu Cloral và hội đồng Faar đã quyết định xuất đầu lộ diện, lúc này, tên Saint cũng đang trên đường mò tới đây để phá hủy Faar, Spader có nhiệm vụ đi báo cho cu trú Grallion biết để đến hỗ trợ. Nhưng bất ngờ tên Saint đã đến kịp cùng với tàu ngầm bắn tới tấp định hủy hoại thành phố Faar không cho các xe tải thi hành nhiệm vu mang thuốc giải cho toàn thể lãnh địa Cloral. Pendragon và Spader bị tên Saint bắt nhưng sau đó đã được cứu thoát bởi Yenza đã dự đoán sẽ có chuyện chẳng lành nên đã tự đi cầu cứu, họ cuối cùng quay lại bàn điều khiển bấm nút cuối cùng để cho Faar thật sự xuất đầu lộ diện, Faar từ từ nổi lên mặt nước với sự vui mừng của mọi người thế là Cloral được cứu rồi. Lúc này, tên Saint đã bị bắt và trốn thoát được bằng cách lừa Spader thả hắn ra khi hắn giả dạng thành người khác. Spader, Pendragon và cậu Press đuổi theo đến ống dẫn, Saint đi đến lãnh địa Veelox, Spader định đuổi theo nhưng hình như có gì đó trong ống dẫn bay ra và cậu Press đã hy sinh cứu Spader, Press nói cậu hứa một ngày nào đó tất cả chúng ta sẽ gặp lại nhau Pendragon không muốn tin nhưng vẫn phải tin. Pendragon rất buồn và vẫn còn trách Spader nếu anh ta biết kìm chế thì cậu mình sẽ không chết, sau lần đó Spader hứa sẽ kìm chế mình và tiếp tục du hành tới Veelox để ngặn chặn tên Saint độc ác.